# カメルーン航空
カメルーン航空（英語: Camair-Co）はカメルーンのドゥアラに本拠地を置く航空会社である。

## 概要

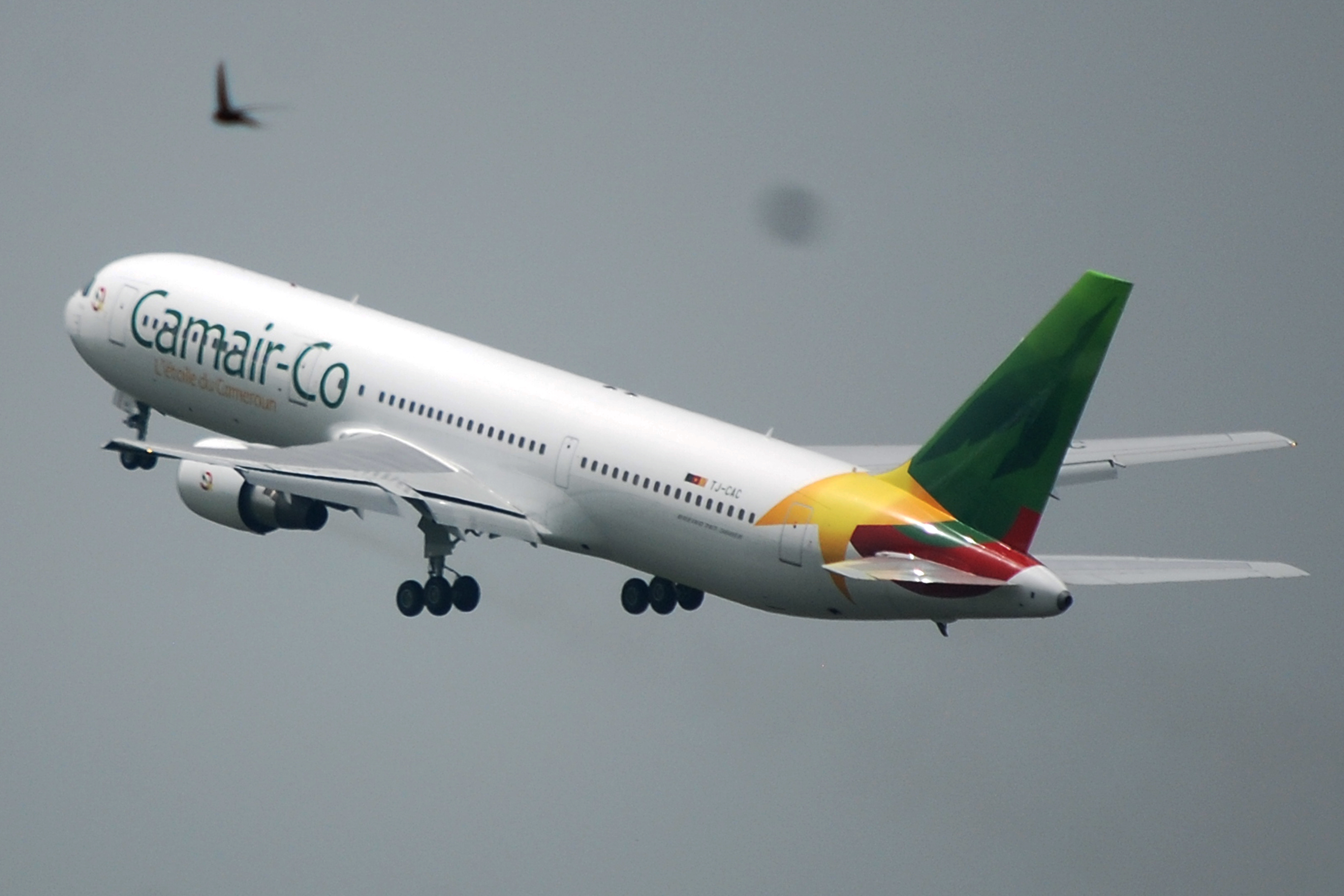
2011年3月28日。

2006年にカメルーン航空（旧）を代替する航空会社として設立。実際の運航開始は大きく遅れて、2011年3月28日より運航が開始された。2012年現在、国内外の12都市に就航している。
航空券の座席予約システム（CRS）は、アマデウスITグループが運営するアマデウスを利用している。

## 就航都市
2012年現在

### アフリカ
- ベナン：コトヌー
- カメルーン：ドゥアラ、ガルア、マルア、ヤウンデ
- チャド：ンジャメナ
- コンゴ共和国：ブラザヴィル
- コンゴ民主共和国：キンシャサ
- 赤道ギニア：マラボ
- ガボン：リーブルヴィル
- ナイジェリア：ラゴス

### ヨーロッパ
- フランス：パリ（ド・ゴール）

## 機材
2011年6月現在
- ボーイング737-700：2機
- ボーイング767-300ER：1機